# Puebla de Guzmán
Puebla de Guzmán – gmina w Hiszpanii, w prowincji Huelva, w Andaluzji, o powierzchni 336,3 km². W 2011 roku gmina liczyła 3125 mieszkańców.